# Université Grenoble-Alpes
Université Grenoble-Alpes (UGA) ligger i den franske by Grenoble og regnes for at være blandt verdens førende tekniske universiteter.
UGA vægter især uddannelse indenfor naturvidenskab (ingeniøruddannelser) samt forskning på internationalt topplan.